# Мангопе, Лукас
Кгоси Лукас Маньяне Мангопе (тсвана Kgosi Lucas Manyane Mangope; 27 декабря 1923, Motswedi, Трансвааль, ЮАС — 18 января 2018, Motswedi, Северо-Западная провинция) — южноафриканский консервативный политик, президент бантустана Бопутатсвана в 1977—1994. При формальной независимости рассматривался как представитель властей ЮАР на территории бантустана. При демонтаже апартеида пытался сохранить независимость Бопутатсваны от ЮАР. Свергнут в результате вооружённых беспорядков. Основатель Объединённой христианско-демократической партии.

## Учитель и вождь
Родился в селении Мотсведи, расположенном в Нгака-Модири-Молема. Этнический тсвана. Отец Лукаса Мангопе — Лукас Мангопе-старший — был вождём племенного объединения Мотсведи. Мангопе-младший работал школьным учителем. В августе 1959 года перенял от отца титул и функции вождя. Возглавлял Национальную партию бантустана Бопутатсвана.
В 1968 году Лукас Мангопе возглавил территориальное самоуправление Бопутатсваны. Сохранил пост после выборов 1972, одержал также победы при нескольких голосованиях с 1975 по 1987. После раскола партии основал новую — Демократическую партию Бопутатсваны, ставшую правящей в бантустане. Принадлежал к той части чернокожего населения ЮАР, которая признавала апартеид на условиях собственной интеграции в государственный аппарат.

## Президент Бопутатсваны
В 1977 году власти ЮАР объявили о предоставлении независимости Бопутатсване. Первым президентом стал Лукас Мангопе. Новое государство не получило никакого международного признания, кроме как со стороны ЮАР. Акт независимости (как и в случаях Транскея, Сискея и Венды) был расценён как «манёвры режима апартеида». Мангопе рассматривался как «курьёзная марионетка властей ЮАР».
В 1988 оппозиционная Прогрессивная народная партия при поддержке части полицейских попыталась совершить переворот. Попытка была подавлена вооружёнными силами ЮАР. Лукас Мангопе сохранил пост президента и восстановил контроль над полицией. Политические протесты жёстко подавлялись полицейскими силами. Консервативная политика Мангопе была направлена на сохранение традиционной социальной иерархии и характеризовалась постоянной оглядкой на власти Преторию. Звучали также обвинения в коррупции и управленческой некомпетентности.
В то же время существуют и иные оценки правления Лукаса Мангопе. Добыча полезных ископаемых и экспорт платины обеспечивали относительно стабильное экономическое положение Бопутатсваны. Промышленное развитие и жизненный уровень здесь были выше, чем в других бантустанах. Сторонники Мангопе напоминают также о бытовой стабильности и безопасности времён его президентства.
В городе Сан-Сити был открыт «южноафриканский Лас-Вегас» — комплекс увеселительных заведений. Его активно посещали белые африканеры из ЮАР, где консервативные правительства запрещали азартные игры и преследовали разврат. Это обеспечивало дополнительный источник дохода. Некоторые мероприятия в Сан-Сити посещали такие звёзды мировой эстрады, как Фрэнк Синатра
Мангопе пытался преодолеть международную изоляцию через установление связей с Израилем. В Тель-Авиве было открыто неофициальное представительство Бопутатсваны. Однако официального признания от Израиля не последовало.

## Мятеж и свержение
В 1989 году президент ЮАР Фредерик де Клерк инициировал реформы, приведшие в конечном счёте к ликвидации апартеида. На межпартийных переговорах 1993 были достигнуты договорённости о проведении всеобщих свободных выборов с участием чернокожего большинства.
Правящая группа Бопутатсваны во главе с Мангопе дистанцировалась от этих процессов, поскольку власть и доходы обеспечивала формальная независимость бантустана от ЮАР. Мангопе заявил, что Бопутатсвана «сохранит независимость» и не допустит проведения на своей территории общеюжноафриканскх выборов. Большинство политических сил ЮАР восприняли это как мятеж.
Большинство населения Бопутатсваны были сторонниками интеграции в новую ЮАР. В начале марта 1994 начались массовые протесты. Мангопе обратился за помощью к радикальным африканерским националистам и белым расистам — сторонникам апартеида. В Бопутатсвану прибыли белые боевики, в том числе из AWB Эжена Тербланша.
10 марта 1994 в столице Бопутатсваны Ммабато произошли столкновения протестующих с полицией. 11 марта 1994 конфликт расширился: в него включились боевики Тербланша и других африканерских группировок. Гибель нескольких чернокожих жителей привела к тому, что бопутатсванская полиция открыла огонь по белым боевикам — союзникам Мангопе. Те были вынуждены отступить. Ситуацию взяли под контроль силы безопасности ЮАР.
После этих событий авторитет Мангопе оказался окончательно подорван. 13 марта 1994 он был отрешён от должности президента. Выборы 27 апреля 1994 прошли на всей территории ЮАР. Бопутатсвана интегрировалась в состав Северо-Западной провинции.

## Оппозиционный политик
После отстранения с поста и ликвидации апартеида Лукас Мангопе продолжил участие в политике. В 1997 году он основал Объединённую христианско-демократическую партию. На следующий год был привлечён к суду по коррупционному обвинению. Режим времён его правления характеризовался как жестокая коррумпированная диктатура. Однако Мангопе сохранял определённую популярность в Бопутатсване. Был известен под дружеским прозвищем Tautona.
Мангопе возглавлял партию до 2011. В 2009 был избран в парламент. Партия находится в консервативной оппозиции правящему АНК, критикует власти за попустительство коррупции и криминалу. Существенным влиянием не пользуется, некоторую поддержку имеет только на территории прежнего бантустана.
По результатам выборов 2014 в парламенте не представлена.

## Смерть
Скончался Лукас Мангопе в возрасте 94 лет в своём родовом доме. От имени правительства Северо-Западной провинции были выражены официальные соболезнования семье и землякам покойного.
Его кончина вызвала неоднозначные реакции. Одни комментаторы называли Мангопе «тсванским фашистским королём, обеспечивавшим разграбление платинового пояса иностранным капиталом», другие выражали искреннюю скорбь и восхищение «великим лидером». Иногда оценки совмещались: «он был безжалостной марионеткой апартеида, но нельзя игнорировать его инициативы развития». Признаются впечатляющие достижения правительства Мангопе в развитии местной инфраструктуры.

## Интересные факты
В первые годы президентства Лукас Мангопе инициировал в Бопутатсване кампанию за «рациональное питание». Средства наглядной агитации предупреждали: «Переедание опасно!» Это вызвало саркастические отклики в советской печати.